# Trần Phế Đế (Đại Việt)
Trần Phế Đế (chữ Hán: 陳廢帝; 6 tháng 3 năm 1361 – 6 tháng 12 năm 1388), hiệu Giản Hoàng (簡皇), là vị hoàng đế thứ 11 của nhà Trần nước Đại Việt. Ông ở ngôi từ năm 1377 đến khi bị phế vào năm 1388, tổng cộng hơn 10 năm trị vì.  
Trần Phế Đế là con thứ của vua Trần Duệ Tông và là cháu gọi Thái thượng hoàng Trần Nghệ Tông bằng bác. Năm 1377, Duệ Tông thân đi đánh Chiêm Thành, bị thua chết. Nghệ Tông lập Phế Đế lên làm vua. Trong suốt thời gian Phế Đế ở ngôi, Thượng hoàng Trần Nghệ Tông nắm thực quyền cai trị quốc gia. Hai vua phải chống đối với nhiều cuộc xâm lược của Chiêm Thành, bấy giờ rất hùng mạnh dưới tay vua Chế Bồng Nga, và những yêu sách của nhà Minh mới thành lập bên Trung Quốc. Trong triều đình, Trần Nghệ Tông tin yêu người anh họ bên ngoại là Lê Quý Ly nên giao cho quyền lực ngày càng lớn. Chính vì lo ngại thế lực của Lê Quý Ly, Phế Đế đã gầy dựng phe cánh chống đối và cuối cùng thất bại, bị Nghệ Tông thắt cổ chết.

## Thân thế
Phế Đế tên thật là Trần Hiện (陳晛), thường đọc là Trần Nghiễn, là con thứ của vua Trần Duệ Tông, mẹ là Gia Từ Hoàng hậu Lê thị, em gái của đại thần Lê Quý Ly. Ông gọi Trần Nghệ Tông là bác.

## Cai trị

### Không có thực quyền
Năm 1370, Cung Định vương Trần Phủ lật đổ Dương Nhật Lễ, trở thành vua Trần Nghệ Tông. Năm 1372, Trần Nghệ Tông nhường ngôi cho em là Cung Tuyên vương Trần Kính, tức Trần Duệ Tông. Năm 1377, vua Duệ Tông thân đem 12 vạn quân đánh Chiêm Thành; bị thảm bại trong trận Đồ Bàn. Duệ Tông chết cùng 7, 8 phần 10 quân lính. Nghệ Tông thương em chết vì nước, bèn lập con Duệ Tông là Trần Hiện lên ngôi. Sử gọi là vua Trần Phế Đế. Khi lên nối ngôi, ông mới 16 tuổi, mọi quyền hành vẫn do Nghệ Tông nắm giữ. Niên hiệu được cải thành Xương Phù (昌符), tự xưng làm Giản Hoàng (簡皇).
Sách Minh thực lục gọi Trần Giản Tông là Trần Vĩ (陳煒) hoặc Trần Nhật Vĩ (陳日煒) và nhầm lẵn khi cho rằng ông là em của Nghệ Tông. Thực tế, Trần Vĩ là anh của Giản Tông và đã chết trước đó.

### Chiến tranh với Chiêm Thành
Sau khi đánh bại Trần Duệ Tông, vua Chiêm Thành là Chế Bồng Nga liên tục tiến đánh và cướp phá Đại Việt. Tháng 6 năm 1377, Chế Bồng Nga đem quân đánh thẳng vào Thăng Long. Thượng hoàng sai tướng giữ cửa Đại An. Quân Chiêm bèn đi theo cửa Thần Phù (thuộc Ninh Bình). Triều đình hốt hoảng bỏ kinh thành lánh nạn. Chế Bồng Nga vào Thăng Long cướp phá một chập rồi rút về.
Tháng 5 năm Mậu Ngọ (1378), Chế Bồng Nga lại sang đánh Nghệ An, rồi theo sông Đại Hoàng cướp phá Thăng Long một lần nữa. Thượng hoàng Nghệ Tông lại phong Đỗ Tử Bình làm Hành khiển và giao cầm quân nhưng chưa đánh đã tan.
Mùa xuân năm 1379, Thượng hoàng phong Lê Quý Ly, em họ bên ngoại của Trần Nghệ Tông, làm Tiểu tư không kiêm Hành khu mật đại sứ như cũ. Tháng 2 âm lịch năm 1380, quân Chiêm Thành tiến ra đánh Nghệ An, Diễn Châu. Tháng 3 âm lịch năm 1380, quân Chiêm lại đánh Thanh Hóa. Thượng hoàng sai Lê Quý Ly chỉ huy quân bộ, Đỗ Tử Bình chỉ huy quân thủy chống giữ, đóng cọc ở giữa sông Ngu Giang. Tháng 5 âm lịch năm 1380, Lê Quý Ly đánh bại Chế Bồng Nga một trận lớn. Sau trận này Đỗ Tử Bình cáo ốm, không nắm binh quyền nữa. Nhà vua phong Lê Quý Ly làm Hải Tây đô thống chế.
Tháng 2 âm lịch năm 1381, vua Trần Giản Hoàng sai quốc sư Đại Than xét các tăng sĩ trong chùa và các tăng sĩ không có độ điệp ở ẩn rừng núi, người nào khỏe mạnh thì cho làm quân đánh Chiêm Thành.
Tháng 6 âm lịch, Trần Giản Hoàng rước thần tượng các lăng ở Quắc Hương, Thái Đường, Long Hưng, Kiến Xương đem về lăng lớn tại Yên Sinh để tránh bị quân Chiêm cướp phá.
Tháng 9 âm lịch năm 1381, Giản Hoàng xử tử Quan phục hầu Đại vương Trần Húc, con của Thượng hoàng Nghệ Tông, vì Húc khi đi theo Duệ Tông nam chinh năm 1377 đã đầu hàng Chiêm Thành.
Tháng 2 âm lịch năm 1382, quân Chiêm Thành lại đánh Thanh Hóa. Vua Trần Giản Hoàng sai Lê Quý Ly đem quân chống đánh. Quý Ly đóng quân ở núi Long Đại (tức núi Hàm Rồng, Thanh Hóa), sai tướng tâm phúc là Nguyễn Đa Phương giữ hàng cọc ở cửa biển Thần Đầu. Nguyễn Đa Phương đánh tan các cánh quân thủy bộ Chiêm Thành; quân Chiêm chết hại rất nhiều. Tháng 3 âm lịch năm 1382, quân Đại Việt rượt quân Chiêm đến thành Nghệ An rồi về. Tháng 4 âm lịch năm 1382, Phế Đế phong Nguyễn Đa Phương làm Kim ngô vệ Đại tướng quân.
Tháng 6 năm Quý Hợi (1383), Chiêm Thành lại đem quân đánh Đại Việt, tiến theo đường núi ra Bắc rồi bất ngờ đánh vào trấn Quảng Oai. Thượng hoàng Nghệ Tông hốt hoảng sai tướng Mật Ôn ra giữ ở Tam Kì nhưng Mật Ôn thua trận bị bắt sống. Thượng hoàng Nghệ Tông lại sai Nguyễn Đa Phương trấn thủ kinh thành còn mình và Giản Hoàng chạy sang Đông Ngàn. Có người học trò là Nguyễn Mộng Hoa khuyên Thượng hoàng ở lại kinh thành chống giặc nhưng Thượng hoàng vẫn đi. Nguyễn Đa Phương đôn đốc quân sĩ xây dựng rào trại, ngày đêm bảo vệ kinh đô. Đến tháng 12, quân Chiêm rút về, Thượng hoàng mới trở lại kinh sư. Sử sách chép lại rằng Thượng hoàng đã cho quân tải tiền đồng cất dấu vào núi Thiên Kiện (hay là núi Địa Cận) ở Hà Nam và chùa Khả Lãng ở Lạng Sơn đề phòng bị quân Chiêm cướp.
Nghe lời Đỗ Tử Bình, triều đình tiếp tục cho tăng sưu thế để cứu kho tàng trống rỗng vì chiến tranh, bắt mỗi suất đinh đóng 3 quan tiền thuế khiến cho nhân dân ngày càng cực khổ.

### Bang giao với nhà Minh
Trong lúc đó ở phương Bắc, nhà Minh cũng dòm ngó Đại Việt, Minh Thái Tổ đòi Đại Việt cấp 5.000 thạch lương cho quân Minh ở Vân Nam. Nhà Trần phải biện bạch là đã sai chuyển vận sứ đem đi, nhưng vì lam chướng nhiều người bị chết nên thất thoát. Tháng 3 năm Ất Sửu (1385) nước Minh lại đòi cống nạp tăng nhân, do người phương Nam có tài dựng đạo tràng. Người Minh còn đòi cống nạp các loại quả như vải, nhãn, mít... và còn đòi cấp 50 con voi, mượn đường đánh Chiêm Thành. Tuy nhiên, Minh Thực lục cho rằng nhà Trần sang triều cống quá nhiền lần, bắt buộc mỗi 3 năm mới được sang cống.

### Họa ngoại thích
Nghệ Hoàng quá tin dùng ngoại thích Hồ Quý Ly, giao cho Quý Ly nhiều quyền hành quá lớn. Quý Ly tìm cách phát triển thế lực riêng, nhưng Nghệ Hoàng vẫn không hề nghi ngại. Sau chiến thắng trước quân Chiêm năm 1380, Nghệ Hoàng cho Quý Ly làm Hải Tây Đô thống chế, năm 1387 lại thăng làm Đồng bình chương sự (Tể tướng). Lúc đó, lòng các quan lại, tôn thất phần nhiều đã chán nản, rã rời, nhiều người biết trước Hồ Quý Ly sẽ cướp ngôi nhà Trần, như Trần Nguyên Đán liền kết thông gia với họ Hồ, mong được phú quý và toàn mạng sau này.

## Bị hãm hại rồi qua đời
Năm 1388, Giản Hoàng đế nhận rõ âm mưu của Quý Ly, bèn bàn với tâm phúc tìm cách trừ khử. Quý Ly biết chuyện bèn kêu van với Nghệ Hoàng: Cổ lai chỉ có bỏ cháu nuôi con, chứ chưa thấy ai bỏ con nuôi cháu bao giờ.
Nghệ Hoàng nghe lời Quý Ly, khiển trách Giản Hoàng trẻ con, làm hại kẻ công thần nên giáng xuống làm Linh Đức vương và lập con nhỏ của mình là Chiêu Định vương Trần Ngung lên ngôi, tức là Trần Thuận Tông. Sự việc cụ thể như sau:
Ngày 6 tháng 12 năm 1388, Thượng hoàng giả đi Yên Sinh, sai người gọi Quan gia đến bàn việc nước, khi ông đến thì đem giam vào chùa Tư Phúc và tuyên chiếu: "Trước kia Duệ Tông đi tuần phương Nam không trở về, dùng con đích để nối ngôi là theo đạo đời xưa. Song Quan gia từ khi lên ngôi đến giờ vẫn còn trẻ con lắm, giữ đức không thường, thân mật với bọn tiểu nhân, nghe bọn Lê Á Phụ, Lê Dữ Nghị dèm pha vu hãm người công thần, làm dao động xã tắc, nên giáng xuống làm Linh Đức Đại vương. Song nhà nước không thể không có người đứng chủ, ngôi báu không thể bỏ không, nên đón Chiêu Định vương vào nối đại thống. Báo cáo trong ngoài để mọi người đều biết".
Một số tướng lĩnh có ý đưa quân vào điện cứu Giản Hoàng, song ông lại chỉ viết hai chữ Giải giáp, có ý xuôi tay, bảo: "Không được trái ý Thái thượng hoàng". Một lúc sau ông bị Thượng hoàng ép thắt cổ chết ở phủ Thái Dương, các tướng tâm phúc đều bị sát hại.
Giản Hoàng mất khi 28 tuổi, ở ngôi 12 năm, được chôn ở núi An Bài.
Theo Minh thực lục, khoảng cuối tháng 12 năm 1388, Lê Nhất Nguyên (黎一元) giết vua Trần Vĩ (tức Trần Giản Tông) rồi chôn ở phường Đại Dương ngoại thành Thăng Long. Lê Nhất Nguyên sau đó lập Trần Nhật Hỗn tức Trần Thuận Tông, con Trần Thúc Minh (陳叔明) [tức Trần Nghệ Tông] lên thay. Nhất Nguyên còn có tên khác là Quý Ly (季犛).

## Đánh giá
Sách Đại Việt Sử ký Toàn thư đánh giá Trần Giản Tông như sau:
| “ | Đế u mê, nhu nhược, không làm nổi việc gì, uy quyền ngày càng về tay kẻ dưới, xã tắc lung lay, đến thân mình cũng không giữ được. | ” |